# Éder Aleixo
Éder Aleixo de Assis (Vespasiano, 1957. május 25. –) brazil válogatott labdarúgó.

## Pályafutása

### Klubcsapatban
Pályafutása során nagyon sok csapatban megfordult. 1973 és 1976 között az América MG együttesében játszott. 1977 és 1979 között a Grêmio játékosa volt, melynek színeiben két Gaúcho bajnoki címet szerzett (1977, 1979). 1980 és 1985 között az Atlético Mineiro csapatát erősítette, melynek tagjaként hat alkalommal (1980, 1981, 1982, 1983, 1985, 1995) nyert Mineiro állami (Minas Gerais) bajnokságot. Később szerepelt még az Inter de Limeira (1985), a Palmeiras (1986–87), a Sport Recife (1987–88), a Botafogo, a paraguayi Cerro Porteño (1988), az Atlético Mineiro (1989–90), az Athletico Paranaense (1991), az União São João (1991–92, 1995–96), a Cruzeiro (1993), az Atlético Mineiro (1994–95), a Gama (1996) és a Montes Claros (1997) csapatában.

### A válogatottban
1979 és 1986 között 52 alkalommal szerepelt a brazil válogatottban és 8 gólt szerzett. Részt vett az 1979-es és az 1983-as Copa Américán, illetve az 1982-es világbajnokságon is.

## Sikerei, díjai

### Játékosként
Grêmio
- Gaúcho bajnok (2): 1977, 1979

Atlético Mineiro
- Mineiro bajnok (6): 1980, 1981, 1982, 1983, 1985, 1995

Cruzeiro
- Brazil kupagyőztes (1): 1993

Brazília
- Copa América ezüstérmes (1): 1983